# Papiro 36

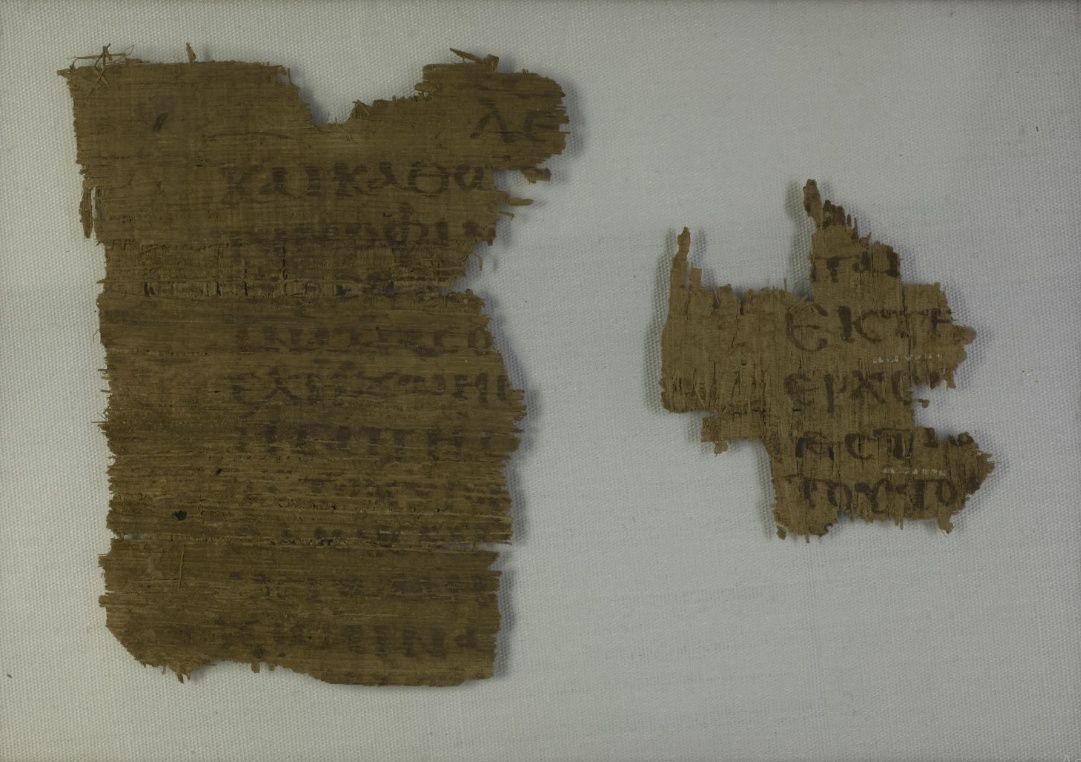
Papiro 36

Papyrus 36 (nos numerais de Gregory-Aland), designado por {\displaystyle {\mathfrak {P}}}36, é uma antiga cópia do Novo Testamento em grego. É um papiro manuscrito do Evangelho de João, contém apenas João 3:14-18.31-32.34-35. 
A paleografia tem atribuido o manuscrito no século 6.